# Milakovići (Serbia)
Milakovići (cyr. Милаковићи) – wieś w Serbii, w okręgu zlatiborskim, w gminie Prijepolje. W 2011 roku liczyła 52 mieszkańców.